# Liste der reichsten Niederländer
Die Liste der reichsten Niederländer listet die Vermögen der reichsten Einzelpersonen niederländischer Staatsangehörigkeit auf (Stand: 2020). Für eine Liste der reichsten Personen der Welt, siehe die Liste der reichsten Menschen der Welt des Forbes Magazine.
| Rang | Name                          | Vermögen (US-Dollar) | Herkunft des Vermögens |
| ---- | ----------------------------- | -------------------- | ---------------------- |
| 1    | Charlene de Carvalho-Heineken | 12,8 Mrd.            | Heineken               |
| 2    | Frits Goldschmeding           | 3,6 Mrd.             | Randstad Holding       |
| 3    | Hans Melchers                 | 2 Mrd.               | Melchemie Holland BV   |
| 4    | John de Mol                   | 1,7 Mrd.             | Talpa Network          |
| 5    | Kommer Damen                  | 1,5 Mrd.             | Damen Shipyards Group  |
| 6    | Arnout Schuijff               | 1,4 Mrd.             | Adyen                  |
| 7    | Lesley Bamberger              | 1,3 Mrd.             | Immobilien             |
| 8    | Jitse Groen                   | 1,2 Mrd.             | Just Eat Takeaway      |
| 9    | Joop van den Ende             | 1,1 Mrd.             | Stage Entertainment    |
| 10   | Wim van der Leegte            | 1,1 Mrd.             | VDL Groep              |
| 11   | Pieter van der Does           | 1 Mrd.               | Adyen                  |

Die reichsten niederländischen Familien sind Brenninkmeijer (je nach Quelle 22 … 25 Mrd. Euro) und Familie van der Vorm (8,5 Mrd. Euro).